# Chrysaora
Chrysaora è un genere di meduse appartenenti alla classe degli scifozoii. Il nome Chrysaora deriva dal personaggio della mitologia greca Crisaore. Sono provviste di 24 tentacoli urticanti disposti lungo il margine dell'ombrella, caratteristica che le distingue da altri generi strettamente imparentati la cui sistematica è stata oggetto di revisione, contenenti meduse con un numero talvolta superiore di tentacoli.

## Specie
- Chrysaora achlyos Martin & al., 1997
- Chrysaora africana Vanhöffen, 1902
- Chrysaora blossevillei Lesson, 1830
- Chrysaora colorata Russell, 1964
- Chrysaora depressa Kishinouye, 1902
- Chrysaora fulgida Reynaud, 1830
- Chrysaora fuscescens Brandt, 1835
- Chrysaora helova Brandt, 1838
- Chrysaora hysoscella Linnaeus, 1766
- Chrysaora lactea Eschscholtz, 1829
- Chrysaora melanaster Brandt, 1835
- Chrysaora pacifica (Goette, 1886)
- Chrysaora plocamia Lesson, 1830
- Chrysaora quinquecirrha Desor, 1848